# Alfred Schulze (Politiker)

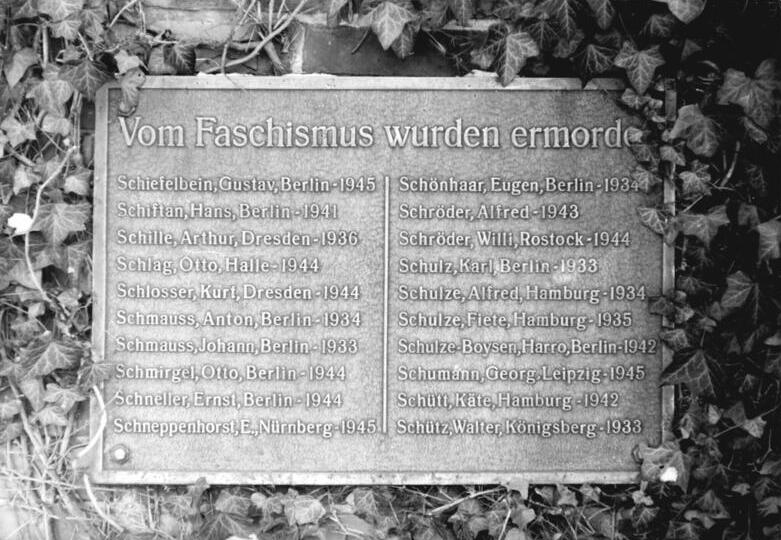
Gedenktafel für Alfred Schulze und andere auf dem Friedhof der Sozialisten

Alfred Schulze (* 26. August 1904 in Hannover; † 28. August 1934 in Rostock) war ein deutscher Politiker (KPD) und Widerstandskämpfer gegen das NS-Regime. Er war Mitglied des Landtages des Freistaates Mecklenburg-Schwerin.

## Leben
Schulze erlernte den Beruf des Bootsbauers. Er trat Anfang 1920 der KPD bei. Im Auftrag der Partei kam er nach Mecklenburg und gehörte ab 1929 der KPD-Bezirksleitung Mecklenburg an. In der Bezirksleitung war er hauptberuflich für die Arbeit der Revolutionären Gewerkschaftsopposition (RGO) zuständig. 1931 übernahm er den Vorsitz der RGO Mecklenburg. Schulze war entschiedener Gegner des Nationalsozialisten. Im Juni 1932 wurde Schulze in den Landtag von Mecklenburg-Schwerin gewählt. Im Verlauf der dritten Sitzung des Landtages am 9. August 1932 entlarvte Schulze die Politik der Nationalsozialisten. Die von ihnen geforderte Arbeitsdienstpflicht solle nur dazu dienen, ein Heer aufzubauen und einen Krieg vorzubereiten.
Nach der „Machtergreifung“ der Nationalsozialisten war Schulze besonderen Verfolgungen ausgesetzt. Er stand auf der Liste der 21 Funktionäre, die sofort festgenommen werden sollten. Schulze nahm Anfang 1933 an der Beratung teil, die Emil Otto, Mitglied der KPD-Bezirksleitung Pommern, als Beauftragter des ZK der KPD in Rostock mit den führenden Funktionären der Bezirksleitung – unter anderen Hans Warnke, Hermann Schuldt, Bernhard Quandt und Gustav Hase – durchführte. Sie berieten über den Aufbau einer illegalen Parteiorganisation in Mecklenburg und über die Aufgaben der Parteimitglieder im Kampf gegen das NS-Regime. Mathias Thesen überbrachte die Ergebnisse dieser Beratung der Tagung des ZK der KPD am 7. Februar 1933 im Sporthaus Ziegenhals bei Königs Wusterhausen (nahe Berlin). Am 12. März 1933 fand in Warnemünde die letzte Sitzung von Funktionären der Bezirksleitung der KPD statt, an der außer Schulze, Hans Warnke, Bernhard Quandt, Willi Schröder und Mathias Thesen – diesmal als Beauftragter des ZK – teilnahmen. Mitte März 1933 wurde Schulze in seinem illegalen Quartier in Warnemünde verhaftet und kam in das Zuchthaus Dreibergen-Bützow. Dort war er brutalen Verhören ausgesetzt. Er wurde so schwer misshandelt, dass seine nicht verheilte Lungentuberkulose wieder ausbrach. Schwer krank kam er im August 1934 in die Medizinische Klinik der Universität Rostock. Dort starb er zwei Tage nach seinem 30. Geburtstag.